# Frederick Preston Search
Frederick Preston Search (Pueblo, Colorado, 22 de juliol de 1889 – Carmel Valley Village, Califòrnia, 9 de novembre de 1959) fou un director d'orquestra, compositor i violoncel·lista estatunidenc. Estudià en els conservatoris de Boston, Cincinnati i Leipzig, i començà la seva carrera de concertista el 1912. Va pertànyer a les orquestres més importants d'Amèrica i al Gewandhaus de Leipzig. Va compondre quatre quartets per a instruments d'arc; una simfonia i altres fragments orquestrals, 20 solos instrumentals i diverses melodies vocals.